# Constantin Dăscălescu
Constantin Dăscălescu (né le 2 juillet 1923 à Ploiești et mort le 15 mai 2003 à Bucarest), est un homme d'État roumain. Il est le dernier Premier ministre du régime de Nicolae Ceaușescu, du 21 mars 1982 au 22 décembre 1989. Après la révolution roumaine de 1989 et la fin de la dictature communiste, il est jugé et condamné à la prison à perpétuité. Après deux ans d’emprisonnement et trois d’assignation à domicile, il est libéré pour raisons de santé.